# 1812 (juego de mesa)
1812, es un juego de mesa multijugador diseñado por Diego Simonet con la editorial Ds4Games. El juego ubica a los participantes en los eventos que sucedieron en Argentina tras la Revolución de Mayo de 1810 y la posterior creación de la Bandera nacional.
El objetivo del juego es descubrir ciertas particularidades que tuvo Manuel Belgrano cuando creó la bandera en 1812. Un jugador jugará como el escritor de un libro que tiene los datos sobre con quién, dónde, qué comió y cómo Belgrano logró la épica de la creación del distintivo argentino.
Un juego de comunicación mediante imágenes.
Disponible en Amazon Europa y Neptuno Games en Argentina.